# Hidryta
Hidryta is een geslacht van insecten uit de orde vliesvleugeligen (Hymenoptera) en de familie Ichneumonidae.

## Soorten
- H. atlantica Horstmann, 1990
- H. frater (Cresson, 1864)
- H. fusiventris (Thomson, 1873)
- H. intemptata Schwarz, 2005
- H. nigricoxa (Provancher, 1888)
- H. pardosae Nishida, 1982
- H. simplex (Tschek, 1871)
- H. sordida (Tschek, 1871)